# Antonio Forni
Antonio Forni (Fombio, 6 aprile 1908 – Cielo del Mediterraneo Occidentale, 27 agosto 1941) è stato un aviatore e marinaio italiano, che con il grado di tenente di vascello della Regia Marina, operò come osservatore d'aeroplano in Africa Orientale Italiana durante le prime fasi della seconda guerra mondiale. Rimpatriato nel gennaio 1941, fu assegnato alla specialità aerosiluranti della Regia Aeronautica, in seno alla 283ª Squadriglia Autonoma. Fu decorato con Medaglia d'oro al valor militare alla memoria per il coraggio dimostrato in combattimento.

## Biografia
Nacque a Fombio, provincia di Milano, il 6 aprile 1908, e si arruolò nella Regia Marina come volontario nel 1927. Entrò nell'Accademia Navale di Livorno come Allievo Ufficiale di complemento, e nel novembre 1928 fu promosso guardiamarina. Tra il 1931 e il 1932 prestò servizio in Cina, assegnato al Battaglione San Marco incaricato di difendere la Concessione italiana di Tientsin. Rientrato in Patria frequentò il corso per osservatore d'aeroplano a Taranto, conseguendo il brevetto nel 1934, prestando servizio in successione presso le Squadriglie idrovolanti da ricognizione marittima 188ª, 143ª e infine 183ª di stanza ad Elmas (Sardegna).
Nel corso del 1936 divenne sottotenente di vascello, ruolo speciale, venendo promosso sei mesi dopo al grado di tenente di vascello. Nel dicembre 1937 fu trasferito in Africa Orientale Italiana, assegnato alla base aerea di Gura (Eritrea).
Con l'entrata in guerra dell'Italia, avvenuta il 10 giugno 1940, prese parte a numerose azioni di guerra sul Mar Rosso in seno alla 187ª Squadriglia, rimpatriando nel febbraio 1941. Dopo aver frequentato il corso per aerosiluranti sull'aeroporto di Gorizia, fu assegnato alla 283ª Squadriglia Autonoma aerosiluranti. Nel mese di luglio partecipò alle operazioni contro il convoglio navale inglese “Substance”, operando dalla Sardegna.
Il 27 agosto 1941 il suo aereo prese parte ad una missione contro l'incrociatore ausiliario inglese Deucalion da 12 000 tonnellate che stava navigando 40 miglia a nord di Capo Bougaron (Algeria) insieme ad un altro aerosilurante Savoia-Marchetti S.79 Sparviero pilotato da tenente Alessandro Setti appartenente alla 280ª Squadriglia. Il suo aereo doveva compiere una manovra diversiva atta a costringere la nave inglese a rallentare e deviare la rotta, consentendo al velivolo di Setti di lanciare il siluro da posizione più favorevole. Inquadrato dal tiro contraereo delle armi di prua il suo S.79 venne abbattuto, precipitando in mare con la morte di tutto l'equipaggio.
Il suo corpo, tenuto a galla da un salvagente, fu avvistato il giorno successivo da un aereo della 280ª Squadriglia pilotato dal tenente Francesco Aurelio Di Bella, e recuperato da un sommergibile.
Per onorarne la memoria venne decretata la concessione della Medaglia d'oro al valor militare così come al suo pilota, il tenente Pietro Donà delle Rose.

### Annotazioni
1. ↑  Secondo fonti inglesi il siluro lanciato dal suo aereo passò a circa 100 metri dalla nave, mentre quello di Setti colpì di striscio la fiancata della nave senza esplodere.
2. ↑  Durante l'esame autoptico i medici stabilirono che era morto per assideramento.

### Fonti
1. 1 2 3 4  Mattioli 2013, p. 8.
2. ↑  Ufficio Storico dell'Aeronautica Militare 1969, p. 176.
3. 1 2 3 4 5 6  Mattioli 2013, p. 10.
4. ↑  Combattenti Liberazione.
5. 1 2 3  Mattioli, Postlethwaite 2014, p. 23.
6. ↑  Mattioli 2013, p. 7.
7. 1 2  Mattioli 2013, p. 11.
8. ↑  Mattioli, Postlethwaite 2014, p. 24.
9. ↑  Ufficio Storico dell'Aeronautica Militare 1969, p. 107.
10. ↑  Bollettino Ufficiale 1942, disp. 42, pag. 2242 e B.U. 1943, disp. 1, pag. 46.
11. ↑  Determinazione del 10 gennaio 1941.